# Bathytropa meinerti
Bathytropa meinerti là một loài chân đều trong họ Bathytropidae. Loài này được Budde-Lund miêu tả khoa học năm 1879.